# Elaphria jalapensis
Elaphria jalapensis är en fjärilsart som beskrevs av William Schaus 1894. Elaphria jalapensis ingår i släktet Elaphria och familjen nattflyn. Inga underarter finns listade i Catalogue of Life.